# Orfalu
Orfalu (Duits: Andelsdorf) is een plaats (község) en gemeente in het Hongaarse comitaat Vas. Orfalu telt 65 inwoners (2001).

## Andere steden
- Károly Doncsecz